# 蘭吉涅奧縣

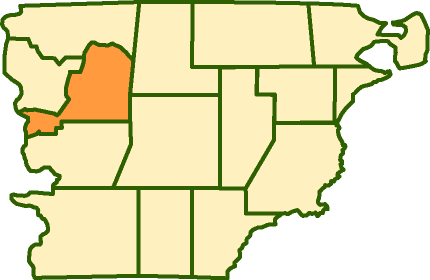

蘭吉涅奧縣（西班牙語：Departamento Languiñeo），是阿根廷的縣份，位於該國中部丘布特省，首府設於特克卡，西面是智利，面積15,339平方公里，2010年人口3,085，人口密度每平方公里0.2人。
43°28′S 70°47′W / 43.467°S 70.783°W